# Ki (film)
Ki – polski film obyczajowy z 2011 roku w reżyserii Leszka Dawida. Zdjęcia kręcono w Warszawie (Aleja Przyjaciół, Most Poniatowskiego, ul. Kopernika).

## Fabuła
Główna bohaterka – Ki nie zgadza się na ograniczenia jakie narzuca jej zajmowanie się własnym dzieckiem. Nie chcąc powielać schematu własnej matki, ucieka od stereotypu samotnej, umęczonej kobiety z dzieckiem. Stara się żyć kolorowo, szybko i intensywnie. Związki Ki z mężczyznami nie należą do obiecujących, choć właśnie trudne relacje pomagają jej dojrzeć do miłości i odpowiedzialności za siebie i swojego synka.

## Obsada
- Roma Gąsiorowska – Ki
- Adam Woronowicz – Miko
- Krzysztof Ogłoza – Anto
- Sylwia Juszczak – Dor
- Agnieszka Suchora – Go
- Barbara Kurzaj – Iwo
- Izabela Gwizdak – Gabi
- Dorota Pomykała – Bogusława
- Krzysztof Globisz – Marian
- Paweł Królikowski – szef
- Agata Kulesza – Miriam
- Tomasz Sapryk – terapeuta
- Aleksandra Justa – terapeutka
- Roman Ślefarski – Ignacy
- Marek Ślosarski – lekarz
- Magdalena Kacprzak – Basia
- Agnieszka Wosińska – Anna Rutkowska
- Janusz Chabior – taksówkarz